# الدببة الطائرة
الدببة الطائرة مسلسل رسوم متحركة كرواتي عرض لأول مره بين عامي 1990-1991. تمت دبلجة المسلسل للغة العربية.

## روابط خارجية
- The Little Flying Bears Czech fan webpage
- The Little Flying Bears English fan webpage
- الدببة الطائرة على موقع IMDb (الإنجليزية)
- الدببة الطائرة على موقع ألو سيني (الفرنسية)
- الدببة الطائرة على موقع قاعدة بيانات الفيلم (الإنجليزية)